# Сесерлиг
Сільське поселення (сумон) Сесерлиг (Германовка) (тув.: Сесерлиг) входить до складу Пій-Хемського кожууна Республіки Тива Російської Федерації. Має статус центру сумона. Відстань до Турана 38 км, до Кизила – 21 км, до Москви – 3913 км.

## Населення
Населення сумона станом на 1 січня року
| Рік    | 2011 | 2012 | 2013 | 2014 | 2015 |
| ------ | ---- | ---- | ---- | ---- | ---- |
| Насел. | 718  | 717  | 729  | 747  | 762  |